# تشاندراموخشي باسو
تشاندراموخشي بوس أو باسو ( (بالبنغالية: চন্দ্রমুখী)‏؛ 1860 - 3 فبراير 1944)، هي إحدى الفتاتان الأوائل اللتان تخرجتا من الإمبراطورية البريطانية، وهي بنغالية من منطقة دهرادون، التي كانت تقع آنذاك ضمن ما عرف وقتها باسم اتحاد مقاطعتي أغرا وأوده. في عام 1878، اجتازت مع كادامبيني جانجولي امتحان درجة البكالوريوس في الآداب من جامعة كلكتا بالهند. وقد تسلمتا الشهادة الرسمية خلال دعوة الجامعة في عام 1879.

## بداية المسيرة التعليمية
كانت ابنة بوبان موهان بوس، وقد اجتازت امتحان الآداب الأول من مدرسة دهرادون المسيحية المحلية في عام 1880. وقد أرات الالتحاق بمدرسة بيثون للفتيات، والتي لم تكن تسمح لغير الهندوسيات بالالتحاق بها، فاضطرت للالتحاق بالمستوى الأول للآداب في مؤسسة الكنيسة الحرة للقسيس ألكسندر داف ( يعرف الآن باسم كلية الكنيسة الأسكتلندية). في عام 1876، بسبب التمييز على أساس الجنس الذي صدر عن الجهات الرسمية، كان لا بد من منحها إذنًا خاصًا لتقديم امتحان المستوى الأول. وباعتبارها الفتاة الوحيدة التي حضرت للامتحان في ذلك العام، فقد احتلت المرتبة الأولى، لكن كان على الجامعة عقد سلسلة من الاجتماعات لتقرير ما إذا كان يمكن نشر نتائجها. قبل كادامبيني جانجولي، كانت تشاندراموخشي باسو قد اجتازت امتحان القبول بالفعل في عام 1876، على الرغم من رفض الجامعة وضعها ضمن قائمة الناجحين. فقط تغيير قرار الجامعة في عام 1878 سمح لها بمتابعة دراستها بعد اجتيازها امتحان المستوى الأول، انتقلت إلى كلية بيثون لأخذ المساق الذي يؤهلها لنيل الدرجة العلمية، مع كادامبيني جانجولي. بعد تخرجها، كانت المرأة الوحيدة (والأولى) التي حصلت على درجة الماجستير من جامعة كلكتا والإمبراطورية البريطانية عام 1884.

## المسار المهني
بدأت حياتها المهنية كمحاضرة في كلية بيثون (كانت لا تزال جزءًا من مدرسة بيثون) في عام 1886. وفُصلت الكلية عن المدرسة عام 1888. أصبحت مديرة الكلية، وبذلك أصبحت أول امرأة ترأس مؤسسة أكاديمية جامعية في جنوب آسيا.
تقاعدت عام 1891 بسبب تدهور صحتها وقضت بقية حياتها في دهرادون.

## العائلة
اشتهرت اثنتان من شقيقاتها، بيدوموخي وبندوباسيني. تخرجت كلٌ من بيدوموخي بوس وفيرجينيا ماري ميترا (ناندي) في عام 1890، كانتا من أوائل خريجات الطب من كلية الطب في كلكتا. بعد ذلك، تخرجت بندوباسيني بوس من كلية الطب في كلكتا عام 1891.

## روابط خارجية
- Rachana Chakraborty (2012). "Bethune College". In Sirajul Islam; Ahmed Jamal (eds.). Banglapedia: National Encyclopedia of Bangladesh (بالإنجليزية) (الثانية ed.). Bangladesh: Asiatic Society of Bangladesh. ISBN:9789843205780. OCLC:249529824.

- تاريخ كلية الكنيسة الاسكتلندية